# Ricky Gervais

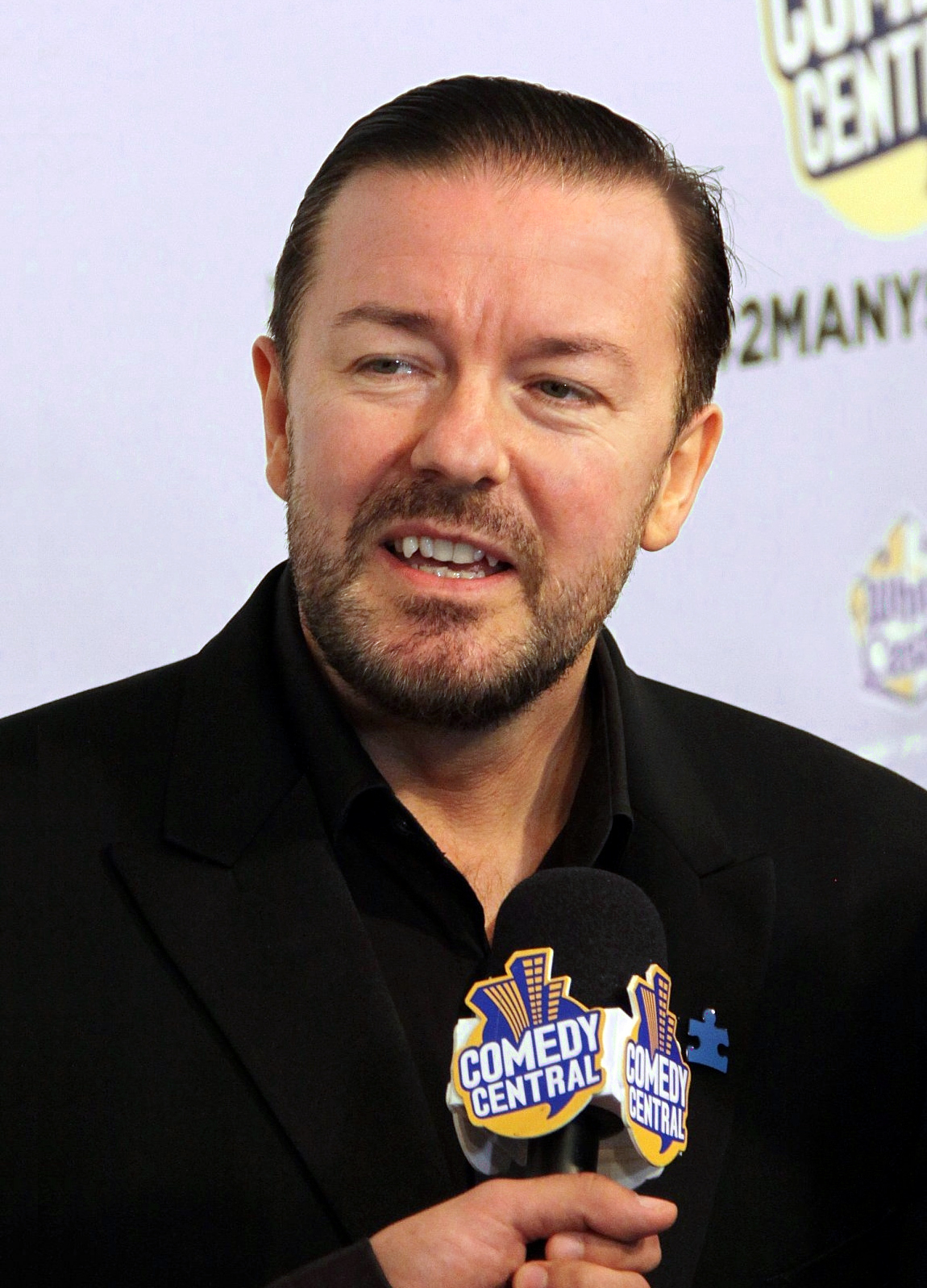
Ricky Gervais (2010)

Ricky Dene Gervais ([dʒə(ɹ)ˈveɪz]; * 25. Juni 1961 in Reading, Berkshire) ist ein britischer Comedian, Radiomoderator, Schauspieler, Autor, Regisseur und Filmproduzent.

## Leben
Bekannt wurde Gervais vor allem durch die preisgekrönte BBC-Two-Serie The Office, in der er die Hauptrolle (David Brent) spielte und bei der er zusammen mit seinem langjährigen Freund und Arbeitskollegen Stephen Merchant das Drehbuch schrieb und Regie führte. Im Jahr 2005 lief die zweite Merchant/Gervais-Produktion, die Sitcom Extras, ebenfalls beim Fernsehsender BBC Two.
Gervais ist außerdem der Autor einer Kinderbuchreihe über die Flanimals und hat eine Episode der Fernsehserie Die Simpsons geschrieben.
Gervais lebt in einer Partnerschaft mit der Autorin Jane Fallon und ist Atheist.
Gervais spricht sich gegen Grausamkeit an Tieren aus und ernährt sich vegan.

## Karriere

### Radio
Nach mehreren Übergangs- und Aushilfsjobs, unter anderem einem Bürojob und kurzzeitig als Manager der Rockband Suede (bevor diese einen Plattenvertrag erhielten), begann Gervais 1996 seine Karriere als Radiomoderator bei der Londoner Radiostation XFM, verlor diesen Job allerdings, als der Sender von der Capital Radio Gruppe übernommen wurde. Bei XFM traf Gervais auf Stephen Merchant. Zusammen mit Karl Pilkington entwickelten die drei ein Comedy-Format. Im November 2001 kehrte Gervais, mittlerweile bekannt durch The Office, für eine Samstag-Abend-Radioshow zu XFM zurück. Die Show lief mit Unterbrechungen bis Januar 2004. Danach nahm sich Gervais 18 Monate für andere Projekte frei, bis er am 28. Mai 2005 noch einmal zusammen mit Pilkington und Merchant die Show moderierte. Seit dem Jahr 2006 wurden weitere Ausgaben als Podcast im Internet veröffentlicht.

### Fernsehen
Gervais macht sein Fernsehdebüt im September 1998 in der Channel-4-Sendung Comedy Lab. Einem breiteren Publikum bekannt wurde er durch sein Comedy-Segment in der Sendung The 11 O'Clock Show auf Channel 4 Anfang 1999, in der er Ali G ersetzte. Zwei Jahre später erhielt Gervais mit Meet Ricky Gervais seine eigene Comedy-Talkshow, die beim Publikum allerdings nicht ankam und seitdem auch von Gervais verspottet wird. Ein in den Jahren 1999 und 2000 selbstproduzierter Serien-Pilotfilm von The Office, produziert zusammen mit seinem XFM-Kollegen Stephen Merchant wird wenig später von der BBC gekauft.

#### The Office
Die ersten sechs Folgen der ersten Staffel von The Office wurden im Juli und August 2001 zunächst von einem kleinen Publikum gesehen. Mundpropaganda, Wiederholungen und DVD-Veröffentlichung sorgten allerdings für ein wesentlich größeres Publikum für die zweite Staffel, ebenfalls bestehend aus sechs Episoden, die im September 2002 ausgestrahlt wurden. Die zweite Staffel war derart erfolgreich, dass die Show für die beiden letzten Episoden (Weihnachts-Specials) im Dezember 2003 von BBC Two zu BBC One wechselte. Darüber hinaus lieferte The Office die Vorlage für verschiedene Adaptionen im Ausland – unter anderem für die deutsche Serie Stromberg und die gleichnamige US-amerikanische Version The Office mit Steve Carell.

#### Extras
Gervais’ und Merchants zweites Comedy-Projekt ist Extras, eine Co-Produktion von BBC und HBO. Sie wurde am 21. Juli 2005 erstmals in der BBC ausgestrahlt und war im Herbst 2005 auf HBO zu sehen. In der Sitcom sind international bekannte Schauspieler und Musiker, wie Ben Stiller, Patrick Stewart, David Bowie, Ian McKellen, Daniel Radcliffe und Kate Winslet zu sehen. Gervais spielt, wie schon bei The Office, die Hauptrolle, den Komparsen und späteren Sitcomdarsteller Andy Millman. Merchant und Gervais sind Regisseure, Drehbuchautoren und Produzenten der Serie.

#### Life’s Too Short
Die in ähnlichem Stile wie The Office gedrehte Sitcom stammt aus der Feder von Ricky Gervais und Stephen Merchant. Die Idee stammte ursprünglich von Warwick Davis, der in der Serie eine fiktionalisierte Version seiner selbst spielt. Laut Gervais geht es in der Serie um „the life of a showbiz dwarf“. Er und Merchant sind selbst in Gastauftritten zu sehen. Die Serie war zum ersten Mal am 10. November 2011 auf BBC Two zu sehen. Der Sender HBO, welcher die Serie gemeinsam mit der BBC produzierte, sicherte sich die US-Rechte und strahlte die Serie im Jahr 2012 aus.

#### Derek
Im April 2012 lief der Pilotfilm zu Gervais’  Dramedy-Fernsehserie Derek, in der er einen Pfleger in einem Altenheim spielt. Die restlichen sechs Episoden wurden Anfang 2013 auf Channel 4 ausgestrahlt, und eine zweite Staffel wurde in Auftrag gegeben.

#### After Life
Im März 2019 erschien die erste Staffel von After Life auf Netflix. Idee, Regie und Drehbuch stammen von Gervais, der auch die Hauptrolle des Lokaljournalisten Tony Johnson übernimmt, der in der Serie versucht, den Tod seiner Ehefrau zu verarbeiten. Die zweite Staffel erschien im April 2020 ebenfalls auf Netflix. Im Mai 2020 wurde bekanntgegeben, dass Gervais einen neuen Vertrag mit Netflix unterzeichnet hat, der auch eine dritte Staffel von After Life beinhaltet. Vor der Ankündigung sagte Gervais: „Zum ersten Mal überhaupt würde ich eine dritte Staffel machen, weil die Welt so reichhaltig ist. Ich liebe die Charaktere, ich liebe alle Schauspieler darin, ich liebe meinen Charakter, ich liebe die Stadt, ich liebe die Themen… Ich liebe den Hund!“

### Film
Gervais führte Regie und spielte die Hauptrolle in Special Correspondents, der im April 2016 bei Netflix veröffentlicht wurde. In der Komödie spielen Eric Bana als Journalist und Gervais als sein Assistent. Sie geben vor, aus einem kriegsgebeutelten Land zu berichten, aber in Wirklichkeit sind sie in New York in Sicherheit.

### Stand-up
Gervais begann seine Stand-up-Karriere in den späten 1990er Jahren. Seine erste erfolgreiche Show fand im Cafe Royal im Rahmen des Edinburgh Festival Fringe 2001 statt. In der Show mit dem Titel Rubbernecker traten auch Jimmy Carr, Robin Ince und Stephen Merchant auf.
2003 begab sich Gervais mit seinem Stand-up-Comedy-Programm Animals auf Tournee durch Großbritannien. Die aufgezeichnete Show wurde ebenfalls im Fernsehen ausgestrahlt und auf DVD veröffentlicht. Ein Jahr später folgte die Politics-Tour.
Im Jahr 2007 ging er unter dem Titel Fame auf Tour und 2009 mit Science. Beide Touren wurden, genau wie ihre Vorgänger, auf DVD veröffentlicht. Teile der Fame-Show sind zudem im Computerspiel Grand Theft Auto IV zu sehen, Gervais tritt dort im Comedy Club auf (digitalisiert via Motion Capturing). Fame war im Januar 2007 Gegenstand einer Kontroverse, als Gervais eine Routine einfügte, in der es angeblich darum ging, dass Menschen alles tun, um berühmt zu werden, und in der er sich auf den Mord an Prostituierten in Ipswich bezog.
2013 kündigte Gervais an, dass seine nächste Stand-up-Show Humanity heißen würde. Im Dezember 2014 sagte er, er sei zu beschäftigt, um diese Tournee zu machen, da er zwei Filme produziere.

### Bücher
Über die von ihm ersonnenen Monster Flanimals verfasste Gervais bislang vier Kinderbücher. Erschienen sind Flanimals, More Flanimals, Flanimals. The Story so Far sowie Flanimals of the Deep.

### Videospiele
Ricky Gervais’ virtuelles Alter Ego ist auch in Grand Theft Auto IV vertreten. Dort tritt er in einem Comedyclub auf.

### Musik
Gervais war Anfang der 1980er Mitglied der Musikgruppe Seona Dancing, die zwei Singles – Bitter Heart und More to Lose – veröffentlichte, aber keinen Erfolg hatte.

## Filmografie
Als Schauspieler
- 2001–2003: The Office (Fernsehserie, 14 Episoden)
- 2004: Fat Slags
- 2004: Alias – Die Agentin (Alias, Fernsehserie, Episode 3x15)
- 2005–2007: Extras (Fernsehserie, 13 Episoden)
- 2006: Es lebe Hollywood (For Your Consideration)
- 2006: Nachts im Museum (Night at the Museum)
- 2007: Der Sternwanderer (Stardust)
- 2008: Wen die Geister lieben (Ghost Town)
- 2009: Lügen macht erfinderisch (The Invention of Lying)
- 2009: Nachts im Museum 2 (Night at the Museum: Battle of the Smithsonian)
- 2010: Cemetery Junction
- 2012–2014: Derek (Fernsehserie, 14 Episoden)
- 2014: Muppets Most Wanted
- 2014: Nachts im Museum: Das geheimnisvolle Grabmal (Night at the Museum: Secret of the Tomb)
- 2016: Special Correspondents
- 2016: David Brent: Life on the Road
- 2019–2022: After Life (Fernsehserie, 18 Episoden)
- 2022: Paws of Fury: The Legend of Hank (Stimme)
- 2023: German Genius (Fernsehserie, Episoden 1x01, 8x01)

## Auszeichnungen

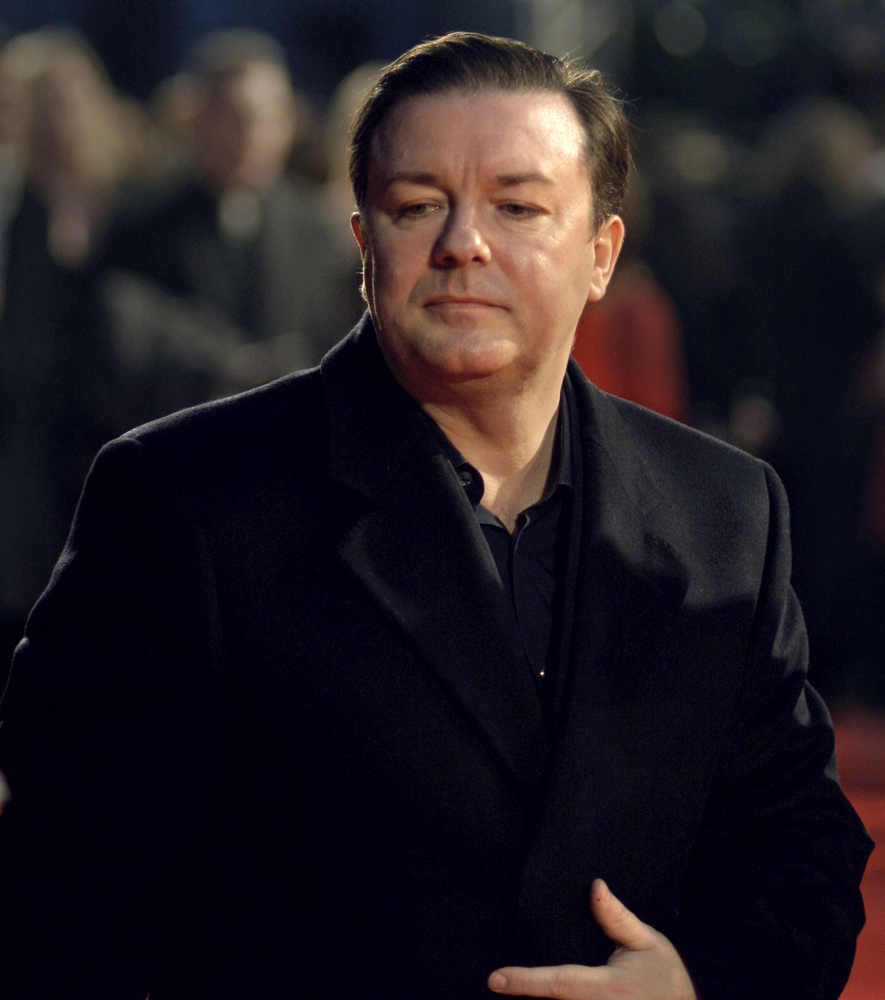
Ricky Gervais bei den British Academy Film Awards 2007

Im Jahr 2003 wurde Gervais von der britischen Zeitung The Observer als einer der 50 witzigsten britischen Comedians gewählt.
In einer Umfrage aus dem Jahr 2005, The Comedian's Comedian, wurde Gervais von anderen Comedians und anderen Personen aus der Comedybranche als einer der allzeit 50 besten Comedians Großbritanniens gewählt.
Gervais hat für seine Arbeit an The Office eine ganze Reihe an Auszeichnungen erhalten, darunter einen Golden Globe, sowie mehrere BAFTAs und British Comedy Awards. Im April 2006 folgte der Ehrenpreis der Rose d’Or. Für das Comedy-Projekt Extras erhielt er 2007 den Emmy als bester Hauptdarsteller in einer Comedyserie.
Auch für seine literarische Arbeit wurde Gervais ausgezeichnet. Für den vierten Band der Flanimals-Reihe Flanimals of the Deep gewann er den Galaxy British Book Award 2007.
Bei den Golden Globe Awards 2024 erhielt er die Auszeichnung in der erstmals vergebenen Kategorie Bester Stand-up-Comedian für seine Show Ricky Gervais: Armageddon.

## Sonstiges
- Für die Tierrechtsorganisation PETA übernahm Gervais gemeinsam mit der Sängerin Pink die Synchronisation für ein Video gegen die Verwendung von Pelzen.[10] Außerdem unterstützt er zusammen mit der World Society for the Protection of Animals die Kampagne für ein Ende der Stierkämpfe in Katalonien.[11]
- 2010, 2011, 2012, 2016 und 2020 präsentierte Gervais als Gastgeber die Golden-Globe-Verleihung.[12]
- Eine gewisse Bekanntheit erlangte sein Aphorismus: „Denk dran: Wenn du tot bist, weißt du nicht, dass du tot bist. Es ist nur für andere schmerzhaft. Das gleiche gilt, wenn du dumm bist.“[13]
- Gervais ist Veganer,[14] Atheist und Humanist[15][16] und erklärte, dass er Religion mit acht Jahren aufgegeben habe.